# Balderschwanger Tal

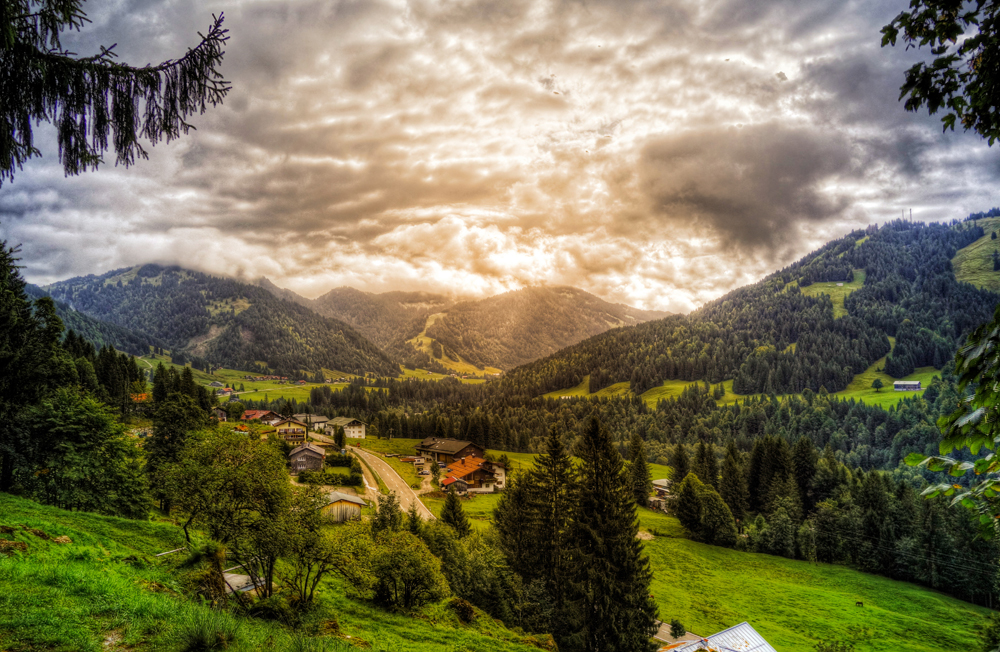
Balderschwang, Blick nach Osten

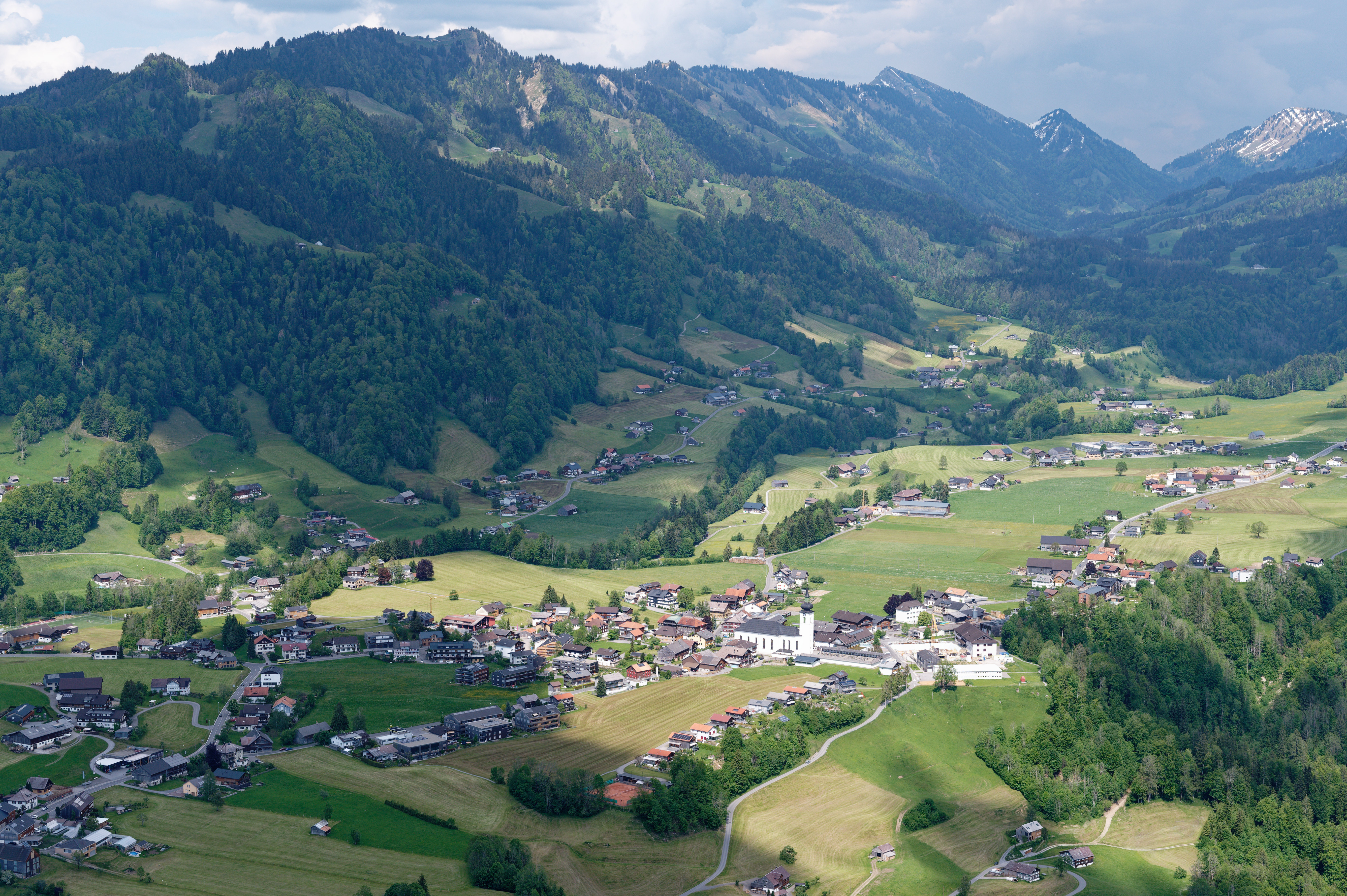
Blick von Hittisau ins Balderschwanger Tal

Das Balderschwanger Tal, auch Balderschwangertal, ist das Tal der Bolgenach im deutschen Bundesland Bayern und im österreichischen Bundesland Vorarlberg. Im engeren Sinne wird nur der Abschnitt zwischen dem Riedbergpass und Hittisau als Balderschwanger Tal bezeichnet.

## Name
Das Tal ist nach der Gemeinde Balderschwang benannt, diese wiederum nach einem Bauern namens Balder, der dort Wald gerodet habe. Schwang kommt von Schwende und bedeutet Rodung für die Landwirtschaft.

## Lage

### Politische Lage
Der deutsche Teil liegt in Bayern, Regierungsbezirk Schwaben, Landkreis Oberallgäu, Verwaltungsgemeinschaft Hörnergruppe, Gemeinden Obermaiselstein und Balderschwang.
Der österreichische Teil liegt in Vorarlberg, Bezirk Bregenz, Gemeinden Hittisau und Sibratsgfäll. Der unterste Abschnitt der Bolgenach bildet die Grenze zwischen den Gemeinden Krumbach und Riefensberg.

### Lage nach Gebirge
Geographisch gehört das Tal zu den Allgäuer Alpen, zur Untergruppe Allgäuer Voralpen westlich der Iller. Die Bolgenach entspringt in den Schrattenkalkbergen der Beslergruppe, die Quelle ist ein Feuchtgebiet rund einen Kilometer südwestlich des Beslerkopfs.
Orographisch links der Bolgenach liegen die Flyschberge der Feuerstätterkopf-Piesenkopf-Gruppe und die Molasseberge Hittisberg und Rotenberg. Nach der Gliederung der SOIUSA wird die gesamte Kette links der Bolgenach Besler-Hittisberg-Gruppe (II/B-22.II-B.3) genannt als Teil der Allgäuer Voralpen westlich der Iller.
Orographisch rechts der Bolgenach befinden sich die Flyschberge der Hörnergruppe und die drei Nagelfluh-Schichtkämme Siplingerkopf-Schichtkamm, Hochgratkette und der Kojen-Schichtkamm.
Das Balderschwanger Tal im engeren Sinn liegt zwischen Siplingerkopf-Schichtkamm und Hörnergruppe im Norden und der Feuerstätterkopf-Piesenkopf-Gruppe und dem Hittisberg im Süden.

### Lage nach Regionen
Das Tal gehört zum Einzugsgebiet der Bregenzer Ach und von daher zum Bregenzerwald, genauer zum Vorderen Bregenzerwald. Die Gegend von Balderschwang gehörte zur Grafschaft Bregenz, dann zum Habsburgerreich Österreich. 1805 kam Balderschwang mit ganz Vorarlberg im Frieden von Pressburg zum Königreich Bayern. 1814 kam der Bregenzerwald zu Österreich zurück, nur Balderschwang blieb bei Bayern. Erst seit der Fertigstellung der Straße über den Riedbergpass 1961 gibt es eine direkte Anbindung ins Oberallgäu. Heute wird das hintere Balderschwanger Tal, also der deutsche Teil, zum Oberallgäu gerechnet und zu den sogenannten Hörnerdörfern.

### Umgrenzung
Die Bolgenach ist rund 30 km lang. Das Balderschwanger Tal im engeren Sinne vom Riedbergpass bis nach Hittisau ist 20 km lang. Das Einzugsgebiet der Bolgenach hat 97,27 km2. Grob umgrenzt wird das Tal im weiteren Sinne von Norden her im Umzeigersinn entlang der Linie Kojenstein - Kojenmoos - Hochhäderich - Koppachstein - Samstenberg - Stillberg - Girenkopf - Heidenkopf - Siplinger Kopf - Bleicherhorn - Höllritzereck - Dreifahnenkopf - Riedberger Horn - Grasgehren - Riedbergpass - Beslerkopf - Rote Wand - Toniskopf - Piesenkopf - Hörnlein - Feuerstätterkopf - Renkknie - Sattel von Sausteig - Hittisberg - Sattel von Hittisau - Rotenberg.

## Siedlungen
Auf deutschem Gebiet liegt die Gemeinde Balderschwang mit 354 Einwohnern (Stand 31.12.2024). Damit ist die Gemeinde die zweitkleinste in Bayern. Die Gemeinde Hittisau in Österreich hat 2068, Krumbach 1110 Einwohner (Stand 1.1.2025). Die Siedlungen bestehen aus Parzellen, Weilern und kleinen Dörfern.

## Verkehr
Durch das Balderschwanger Tal führt eine wichtige Straßenverbindung zwischen dem Bregenzerwald und dem Oberallgäu. In Österreich heißt sie Balderschwanger Straße L5, in Deutschland OA9.

## Tourismus
Der Tourismus ist heute der wichtigste Wirtschaftszweig, sowohl im Sommer, als auch im Winter. In Balderschwang ist ein mittelgroßes Skigebiet mit rund 40 Pisten-Kilometern. Am Talboden sind zahlreiche Langlaufloipen, auch grenzüberschreitende. Im Sommer und Herbst ist das gesamte Tal eine beliebte Wanderregion. In Hittisau wurde das erste Frauenmuseum Österreichs errichtet.

## Land- und Forstwirtschaft
Bis Mitte des 20. Jahrhunderts gab es hier nur Land- und Forstwirtschaft, das Tal und die Berge werden auch für die Alpwirtschaft genutzt, Besonders wichtig ist auch heute noch die Käseproduktion. Details dazu sind unter Dreistufenwirtschaft und  Bregenzerwald beschrieben.

## Energiewirtschaft
Im Unterlauf der Bolgenach wurde der Speicher Bolgenach für die Stromerzeugung aus Wasserkraft gebaut.

## Naturschutz
Das gesamte Tal liegt im grenzüberschreitenden Naturpark Nagelfluhkette. Im deutschen Teil sind zudem die FFH-Gebiete Wildflusssystem Bolgenach und Piesenkopfmoore. Eine geologische Besonderheit sind die verstreuten großen Konglomeratfelsen in Sippersegg zwischen Hittisau und Balderschwang.